# Bečvárka
Bečvárka, v některých částech jmenovaná jako Miletínský potok, je říčka ve Středočeském kraji v České republice.

## Průběh toku
Pramení v lesích jižně od Červeného Hrádku u Miletína. Teče převážně na severozápad a u Plaňan se vlévá zprava do Výrovky.
Protéká rybníky Horní Kunvald a Dolní Kunvald, teče skrze Červený Hrádek (Bečváry) a u rybníka Mlýnek kříží silnici I/2. V Bečvárech napájí Podbečvárský rybník, který opouští vodopádem vysokým 3 metry. V Mlékovicích protéká Mlékovickým rybníkem, který je od povodní v roce 2013 protržený a vypuštěný, a rybníkem Stojespal, v Nové Vsi III rybníkem Utopenec a ve Svojšicích Svojšickým rybníkem. Dále protéká rybníky v Bošicích a Přebozech. V obci Žabonosy napájí rybník Rozkoš a vlévá se do Výrovky.

## Vodáctví
Za velké vody při tání sněhu nebo deštích a jednou ročně v říjnu během společného splutí je sjízdný úsek mezi Podbečvárským rybníkem a Mlékovickým rybníkem. Velmi úzké koryto (2-5 metrů) je vhodné jen pro krátké sportovní jednomístné kajaky a kánoe. Tento úsek má obtížnost WW I+.

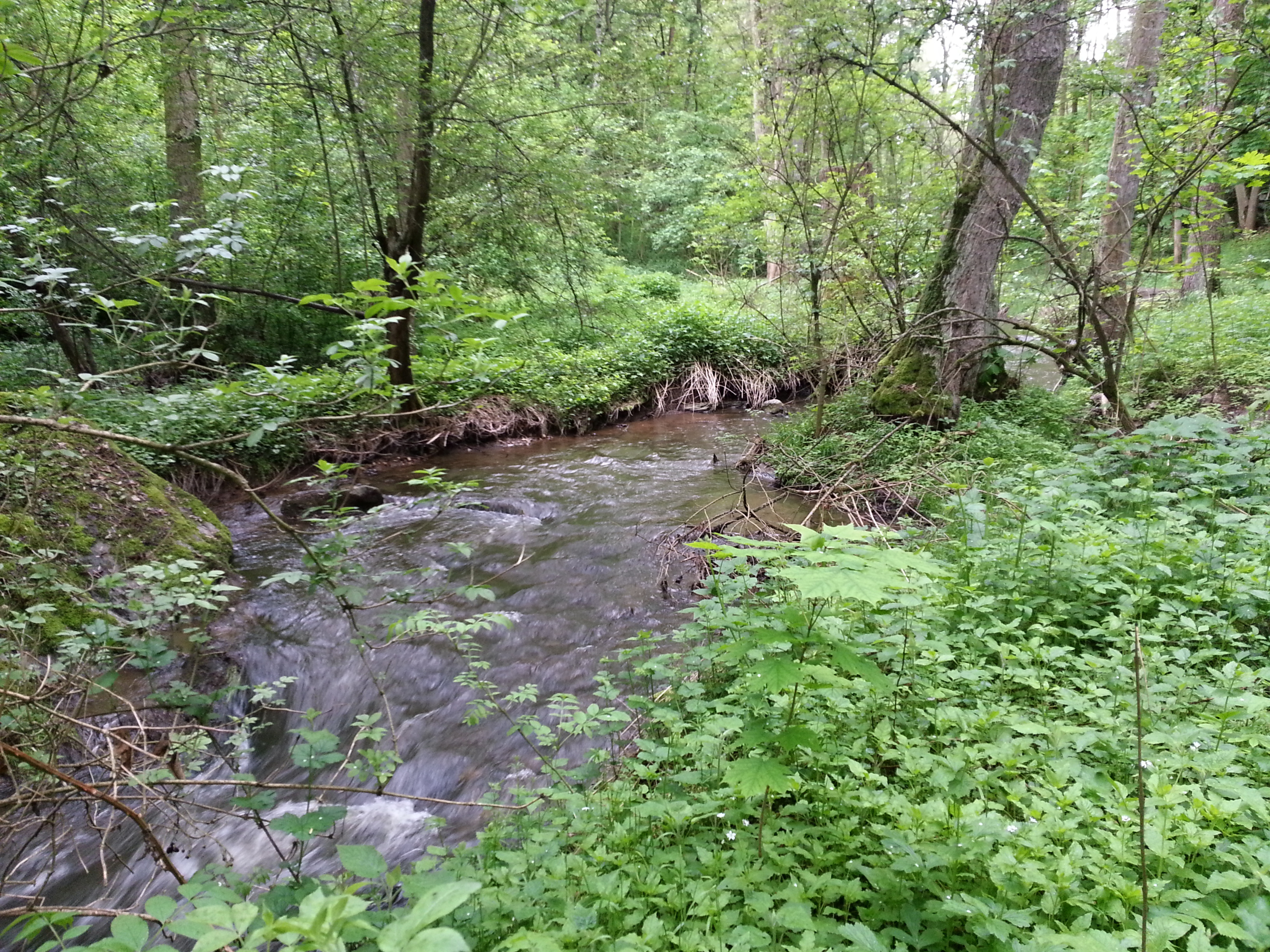
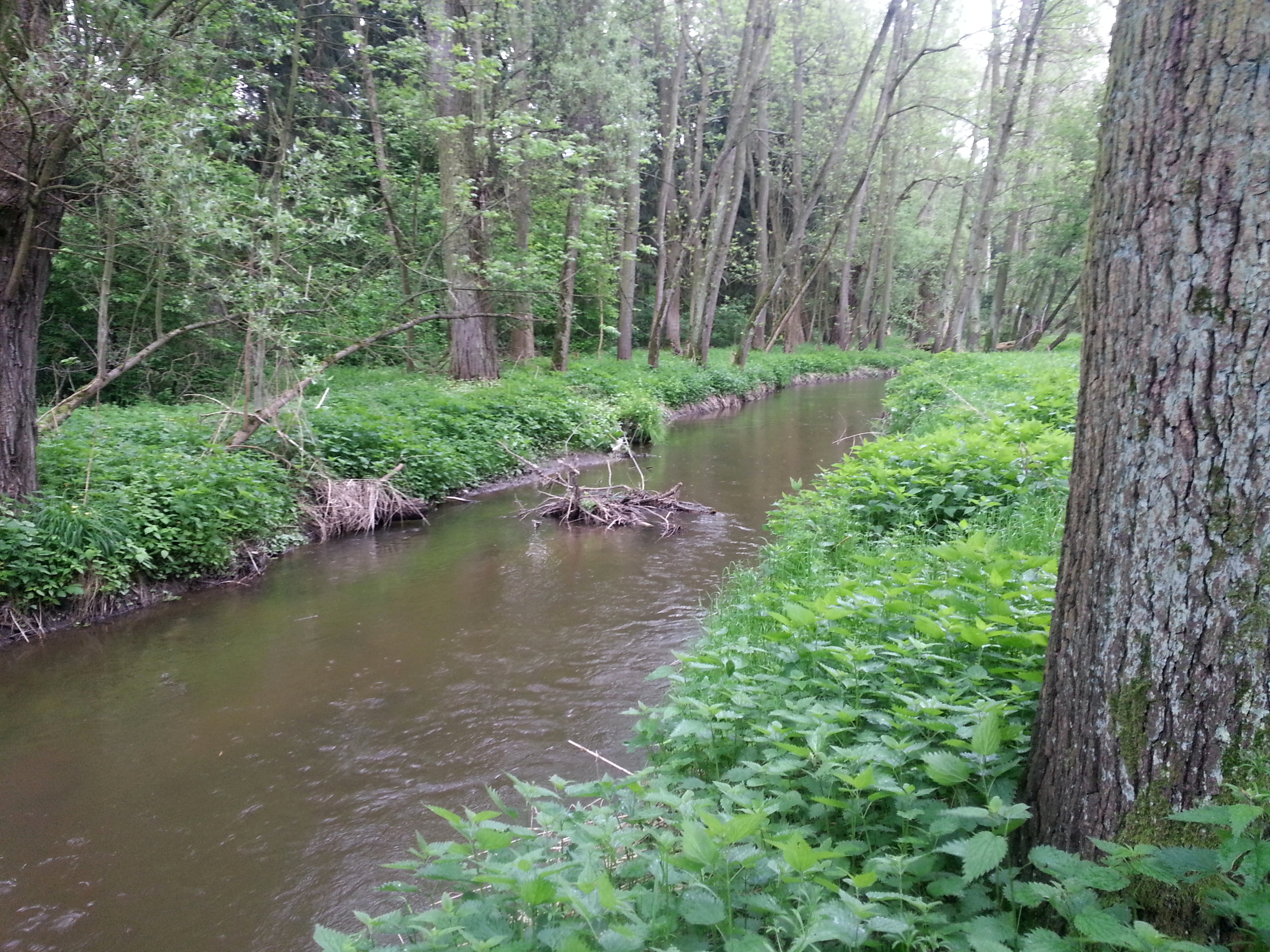
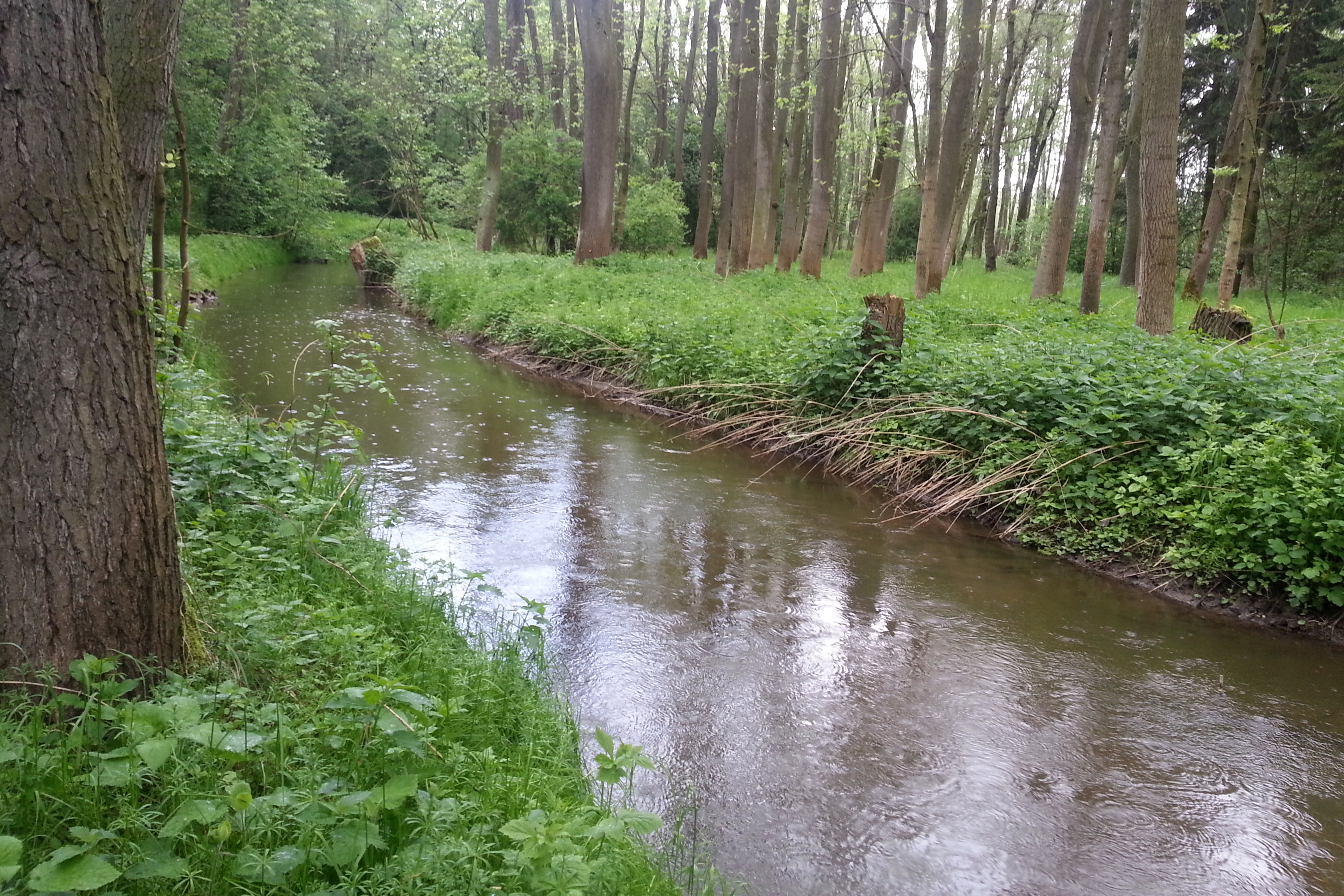
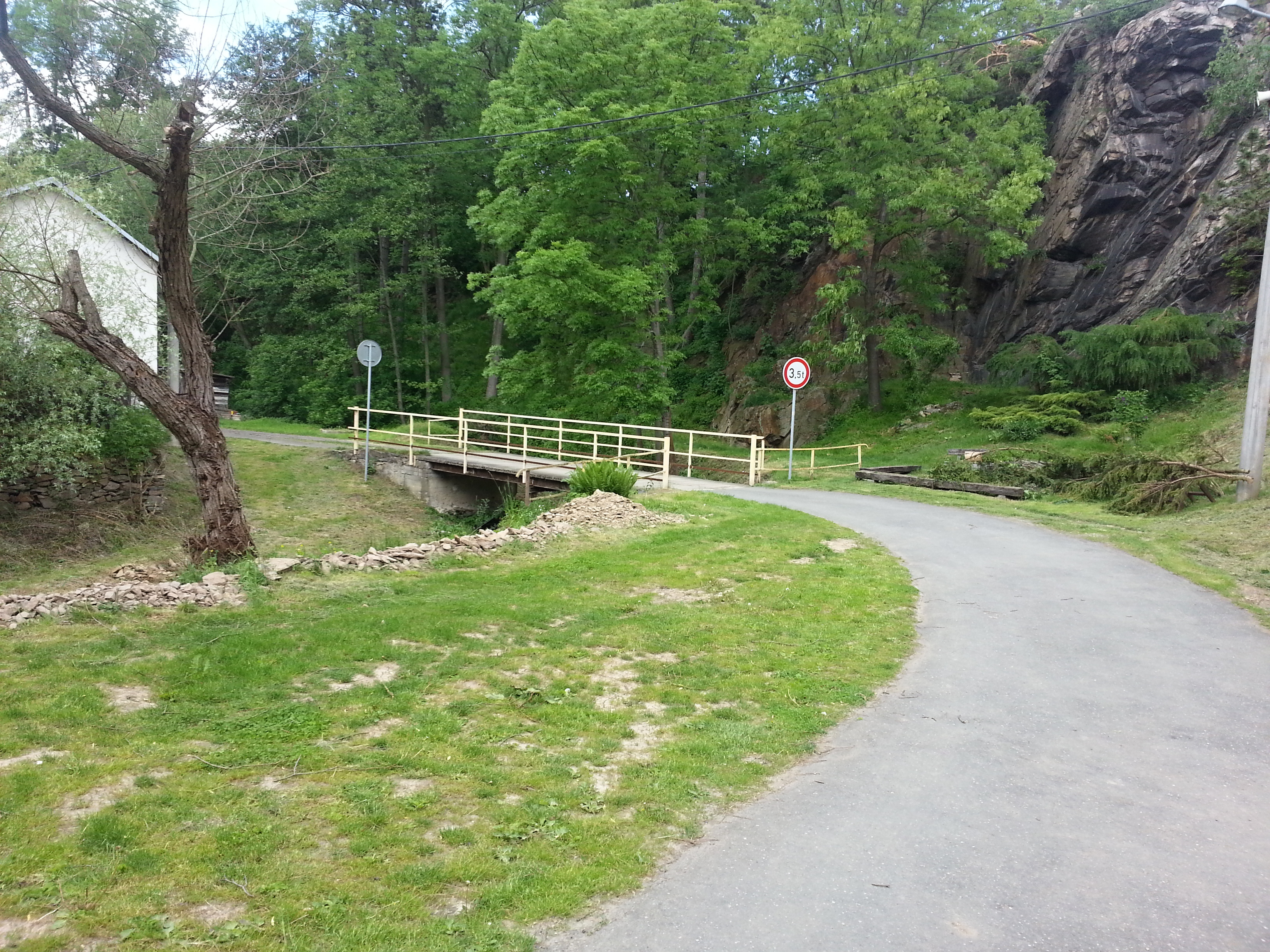
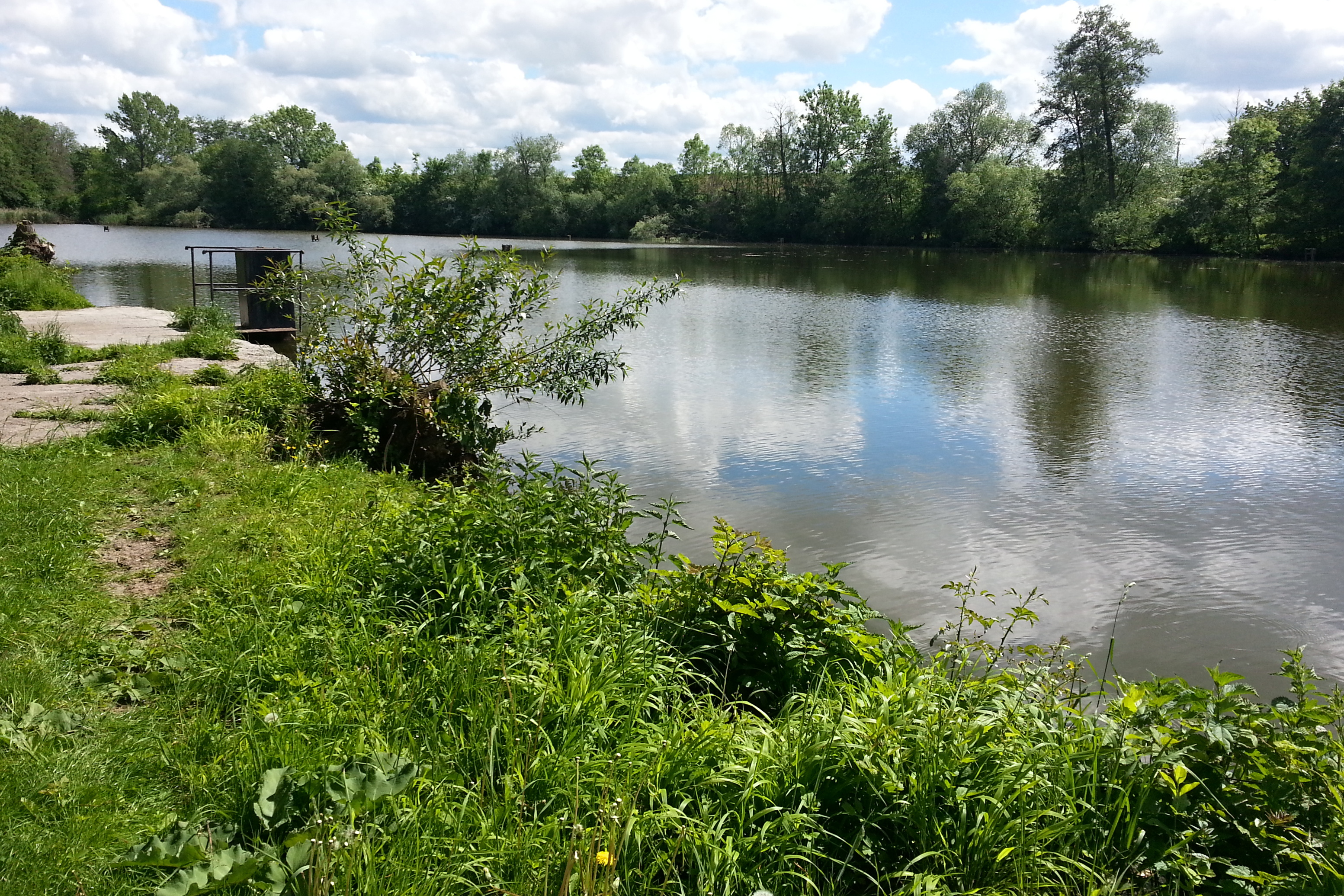
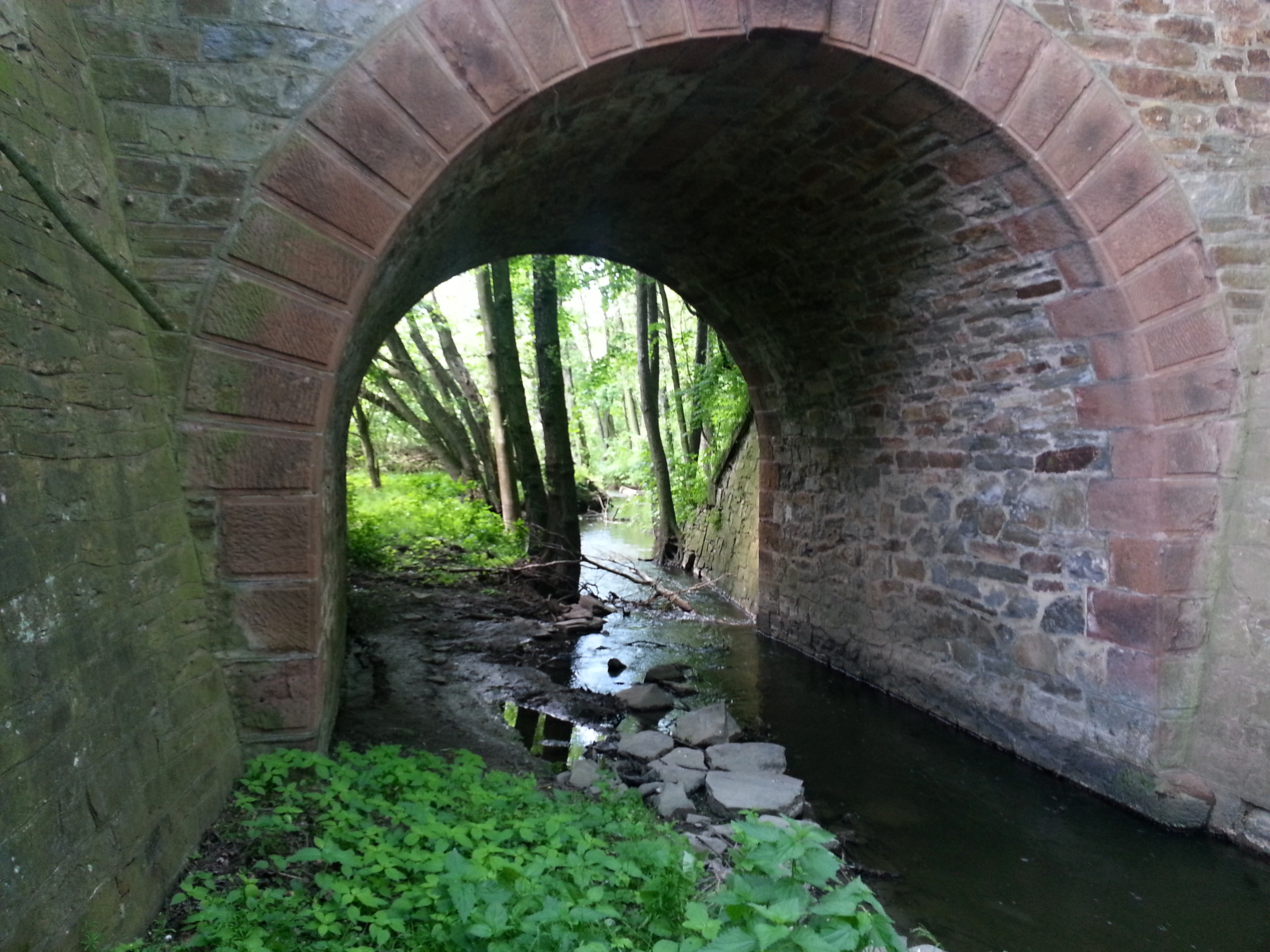
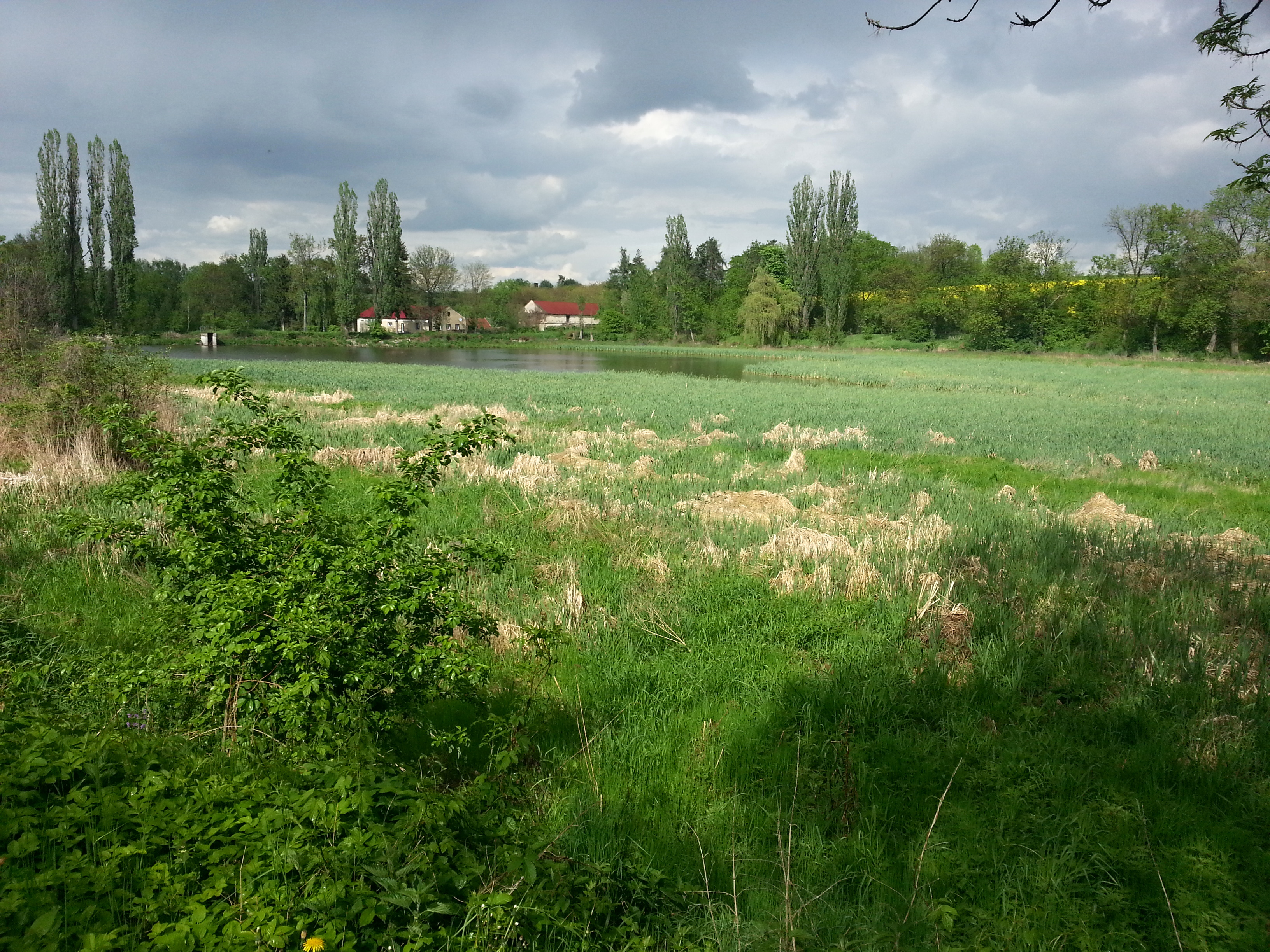